# Fenioux (Charente Marittima)
Fenioux è un comune francese di 140 abitanti situato nel dipartimento della Charente Marittima nella regione della Nuova Aquitania.

## Società

### Evoluzione demografica
Abitanti censiti